# Grasse matinée
« Grasse matinée » est une expression signifiant une matinée qui se prolonge au lit — éveillé ou pas — après l’heure habituelle. 

## Étymologie
Cette expression se retrouve dès le XVIIe siècle. Le médecin Laurent Joubert explique l'expression "dormir la grasse matinee" par l'idée d'alors que dormir tard "engraisse & fait l'embonpoint."
Toutefois, au XVIe siècle, on disait déjà dormir la grasse matinée. L’adjectif gras est issu du latin crassus qui signifie épais. Faire la grasse matinée revient donc à rester longtemps dans l’épaisseur du sommeil. Mais cela évoque également la paresse et le côté moelleux du sommeil,.

## Études
Selon une étude publiée en 2011, rejointe également par un article publié sur Wired se fondant sur plusieurs études scientifiques, faire la grasse matinée serait une source de créativité intellectuelle et artistique du fait d'une augmentation de la capacité humaine à gérer les problèmes de manière originale. Annie Murphy Paul du Time explique que « les procédés mentaux qui inhibent les pensées déconcentrantes ou hors de propos sont à leur niveau le plus bas, ce qui permet à des connexions inattendues et parfois très inspirées de se faire. ».
Plusieurs études publiées au début du XXIe siècle révèlent que les grasses matinées du week-end ne compensent pas le manque de sommeil accumulé pendant la semaine et suggèrent qu'elles seraient néfastes sur la santé (obésité, diabète, syndrome métabolique, maladies cardiaques, troubles de l'humeur, troubles cognitifs, troubles du sommeil, etc.), effets dus au décalage de l'horloge biologique circadienne,.

## Poésie
Dans son poème La grasse matinée, Jacques Prévert développe l'expression, en vers libres, pour dénoncer les inégalités sociales. Le texte, publié dans le recueil Paroles  est également mis en musique par Joseph Kosma et interprété par Marianne Oswald.